# Eva Germaine Rimington Taylor
Pour les articles homonymes, voir Rimington (homonymie) et Taylor.
Eva Germaine Rimington Taylor, née le 22 juin 1879 à Highgate et morte le 5 juillet 1966 à Wokingham, dans le Berkshire, est une géographe et historienne des sciences britannique. Elle est la première femme titulaire d'une chaire universitaire de géographie au Royaume-Uni . 

## Biographie
Eva Taylor fait ses études secondaires à la Camden School for Girls et à la North London Collegiate School. Elle obtient une bourse et poursuit ses études au Royal Holloway College. Elle est diplômée de chimie de l'université de Londres en 1903. Elle enseigne cette discipline dans une école secondaire de filles à Burton upon Trent et dans une école catholique d'Oxford, puis elle reprend ses études à l'université d'Oxford où elle obtient un diplôme de géographie. De 1908 à 1910, elle est l'assistante d'Andrew John Herbertson (en), qui dirige le département de géographie de l'université d'Oxford. Elle enseigne au Clapham Training College et au Froebel Institute, puis elle est nommée maître de conférences à temps partiel au East London College en 1920, puis en 1920, elle obtient un poste similaire au Birkbeck College. En 1929, elle soutient sa thèse de doctorat en géographie à l'université de Londres et est nommée l'année suivant professeure de géographie à Birbeck College, un poste qu'elle occupe jusqu'à sa retraite académique en 1944. Elle a trois enfants, dont l'un meurt dans sa première enfance.
Elle meurt le 5 juillet 1966 d'une défaillance cardiaque à Wokingham, dans le Berkshire.

## Publications
- Tudor Geography, 1485–1583, 1930
- Late Tudor and Early Stuart Geography, 1583–1650, 1934
- The Mathematical Practitioners of Tudor and Stuart England, 1954
- The Haven-Finding Art: a History of Navigation from Odysseus to Captain Cook, 1956
- The Mathematical Practitioners of Hanoverian England, 1966